# صالح بن عبد الرحمن المحيميد
هو الشيخ الدكتور صالح بن عبد الرحمن بن سليمان المحيميد من قبيلة بني خالد، من مواليد مدينة البصر سنة 1372 هـ. شغل منصب رئيس محاكم منطقة المدينة المنورة 1418-1430 هـ شغل عضوية المحكمة العليا، ورئيس محكمة الإستئناف بقرار من الملك عبد الله بن عبد العزيز آل سعود العاهل السعودي من عام 2009 - 1430 هـ وحتى عام 2013 - 1434 هـ

## نشأته ومولده
ولد في مدينة البصر وسط منطقة القصيم عام 1372 هـ

## مؤهلاته العلمية
- حاصل على بكالوريوس من جامعة الإمام محمد بن سعود الإسلامية.
- حاصل على ماجستير في الفقه المقارن من المعهد العالي للقضاء بجامعة الإمام.
- حاصل على دكتوراه في الفقه المقارن من المعهد العالي للقضاء بجامعة الإمام، بمرتبة الشرف الأولى.

## مناصبه
- تدرج في السلك القضائي منذ تعيينة قاضياً في المحكمة الكبرى بمدينة بريدة.
- مساعد رئيس محاكم منطقة القصيم.
- رئيس محاكم منطقة المدينة المنورة.
- عضو في مجلس القضاء الأعلى.
- واصل تدرجه في عضوية السلك القضائي حتى عين رئيس محكمة الإستئناف.
- عضو في المحكمة العليا.
- رئيس المحكمة العامة بالمدينة المنورة .

## المؤلفات
- حقوق الارتفاق في الإسلام.
- الإبراء من الحق في الفقه الإسلامي .
- الحق وأنواعه.